# Rakytník
Rakytník este o comună slovacă, aflată în districtul Rimavská Sobota din regiunea Banská Bystrica. Localitatea se află la altitudinea de 181 m deasupra n.m., se întinde pe o suprafață de 8,37 km2 și în 2017 număra 312 locuitori. Se învecinează cu Tomášovce, Rimavská Sobota, Bátka, Kaloša, Gemerské Michalovce și Uzovská Panica.

## Istoric
Localitatea Rakytník este atestată documentar din 1451.

## Demografie
| An:                | 1994 | 2004   | 2014    | 2024   |
| ------------------ | ---- | ------ | ------- | ------ |
| Număr de persoane: | 256  | 260    | 323     | 342    |
| Diferență:         |      | +1,56% | +24,23% | +5,88% |

| An:                | 2023 | 2024   |
| ------------------ | ---- | ------ |
| Număr de persoane: | 341  | 342    |
| Diferență:         |      | +0,29% |